# David Garrison
David Earl Garrison (Long Branch, New Jersey, 1952. június 30. –) amerikai színész.
Az Egy rém rendes család című szituációs komédiában Steve Rhoadest alakította 1987 és 1990 között. Habár leginkább televíziós szereplőként ismert, Garrison eredetileg színpadi színész. Számtalan amerikai színdarabban szerepelt, köztük a Broadway előadásain is.

## Filmográfia
- A városban (1992) (TV film) – színész
- Egy rém rendes család (1987) (TV film) - színész
- OP Center (1995) - színész
- Creepshow - A rémmesék könyve (1982)